# Пытьягун
Пытьягун (устар. Пыть-Ягун) — река в России, протекает по Сургутскому району Ханты-Мансийского АО. Устье реки находится в 7 км по левому берегу реки Люкъягун. Длина реки составляет 28 км.

## Данные водного реестра
По данным государственного водного реестра России относится к Верхнеобскому бассейновому округу, водохозяйственный участок реки — Обь от впадения реки Вах до города Нефтеюганск, речной подбассейн реки — Обь ниже Ваха до впадения Иртыша. Речной бассейн реки — (Верхняя) Обь до впадения Иртыша.
Код объекта в государственном водном реестре — 13011100112115200042204.